# Tackley
Tackley – wieś w Anglii, w hrabstwie Oxfordshire, w dystrykcie West Oxfordshire. Leży 16 km na północ od Oksfordu i 93 km na północny zachód od Londynu.